# Leuckartiara gardineri
Leuckartiara gardineri är en nässeldjursart som beskrevs av Browne 1916. Leuckartiara gardineri ingår i släktet Leuckartiara och familjen Pandeidae. Inga underarter finns listade i Catalogue of Life.